# Amalia Abad Casasempere
Blahoslavená Amalia Abad Casasempere (11. prosince 1897, Alcoy – 21. září 1936, Benillup) byla španělská katolická laička, členka Katolické akce.

## Život
Brzy ovdověla a sama vychovala tři dcery, z nichž jedna se zapojila do misií v Africe. Za španělské občanské války pomáhala skrývajícím se duchovním a řeholním osobám a byla zajata, mučena a zavražděna republikánskými milicionáři.

## Beatifikace
11. března 2001 ji papež sv. Jan Pavel II. blahořečil ve skupině 233 mučedníků španělské občanské války. Spolu s celou skupinou má svátek 22. září.